# Pembroke, New Hampshire
Pembroke, kommun (town) i Merrimack County i delstaten New Hampshire, USA med 7 115 invånare (2010). Den har enligt United States Census Bureau en area på 59,5 km². 